# Нехай трупи засмагають
«Нехай трупи засмагають» (фр. Laissez bronzer les cadavres) — бельгійсько-французький фільм-трилер 2017 року, поставлений режисерами Елен Катте та Бруно Форцані за однойменним твором Жан-Патрика Маншетта та Жана-П'єра Бастіда. Світова прем'єра стрічки відбулася 4 серпня 2017 року на Міжнародному кінофестивалі у Локарно. У 2019 році фільм було висунуто у 8 номінаціях на здобуття бельгійської національної кінопремії «Магрітт» за 2018 рік .

## Сюжет
Десь на Лазуровому березі в старому замку влаштувалася компанія грабіжників. Вдало викравши 250 кілограмів золота і ховаючись на автомобілі, дорогою вони підбирають двох жінок і хлопчика. Виявляється, що одна з них — дружина письменника, який живе в тих самих руїнах. А коли до них все ж навідується поліція, починається затяжна перестрілка, живими з якої виберуться не всі.

## У ролях
| • Еліна Ловенсон       | … | Лусе         |
| • Стефан Феррара       | … | Ріно         |
| • Берні Бонвуазен      | … | грубий       |
| • Мікеланджело Марчезе | … | адвокат      |
| • Марк Барбе           | … | Макс Берньє  |
| • Маріне Сайнсілі      | … | няня         |
| • Ерве Сонь            | … | поліцейський |
| • П'єр Ніссе           | … | юнак         |
| • Аліна Стівенс        | … | золота жінка |
| • Дорилія Калмель      | … | жінка Берньє |
| • Домінік Труа         | … | поліцейський |
| • Бамба Форцані Ндіає  | … | син          |

## Знімальна група
- Автор сценарію — Елен Катте, Бруно Форцані (за романом Жан-Патрика Маншетта та Жана-П'єра Бастіда «Нехай трупи засмагають» (фр. Laissez bronzer les cadavres!), 1971)
- Режисери-постановники — Елен Катте, Бруно Форцані
- Продюсери — Франсуа Коньяр, Ева Комменж
- Асоційовані продюсери — Девід Клейкенс, Даг Гедлайн, Філіпп Логі, Алекс Вербаєр
- Оператор — Мануель Дакоссе
- Монтаж — Бернар Бітс
- Художник-постановник — Аліна Сантос
- Художник-костюмер — Джекі Фоконьє
- Артдиректор — Антуан Жерар
- Звук — Ів Бемельманс

## Нагороди та номінації
| Список нагород та номінацій           | Список нагород та номінацій | Список нагород та номінацій    | Список нагород та номінацій                            | Список нагород та номінацій | Список нагород та номінацій |
| Кінофестиваль/Кінопремія              | Рік                         | Категорія                      | Номінант(и)                                            | Результат                   | Дж                          |
| ------------------------------------- | --------------------------- | ------------------------------ | ------------------------------------------------------ | --------------------------- | --------------------------- |
| Міжнародний кінофестиваль у Локарно   | 2017                        | Нагорода Variety Piazza Grande | Нехай трупи засмагають                                 | Номінація                   |                             |
| Варшавський міжнародний кінофестиваль | 2017                        | Нагорода «Вільний дух»         | Нехай трупи засмагають                                 | Номінація                   |                             |
| Премія «Магрітт»                      | 02.02.2019                  | Найкращий фільм                | Нехай трупи засмагають                                 | Номінація                   | [ 3 ] [ 5 ]                 |
| Премія «Магрітт»                      | 02.02.2019                  | Найкращий режисер              | Елен Катте, Бруно Форцані                              | Номінація                   | [ 3 ] [ 5 ]                 |
| Премія «Магрітт»                      | 02.02.2019                  | Найкращий актор другого плану  | П'єр Ніссе                                             | Номінація                   | [ 3 ] [ 5 ]                 |
| Премія «Магрітт»                      | 02.02.2019                  | Найкращий оператор             | Мануель Дакоссе                                        | Перемога                    | [ 3 ] [ 5 ]                 |
| Премія «Магрітт»                      | 02.02.2019                  | Найкращі декорації             | Аліна Сантос                                           | Перемога                    | [ 3 ] [ 5 ]                 |
| Премія «Магрітт»                      | 02.02.2019                  | Найкращий дизайн костюмів      | Джекі Фоконьє                                          | Номінація                   | [ 3 ] [ 5 ]                 |
| Премія «Магрітт»                      | 02.02.2019                  | Найкращий звук                 | Ів Бемельманс, Ден Бруйландт, Олів'є Тис, Бенуа Біраль | Перемога                    | [ 3 ] [ 5 ]                 |
| Премія «Магрітт»                      | 02.02.2019                  | Найкращий монтаж               | Бернар Бітс                                            | Номінація                   | [ 3 ] [ 5 ]                 |